# Paramonoculopsis acuta
Paramonoculopsis acuta is een vlokreeftensoort uit de familie van de Oedicerotidae. De wetenschappelijke naam van de soort is voor het eerst geldig gepubliceerd in 1997 door Alonso de Pina.